# Lauterach (Németország)
Lauterach település Németországban, azon belül Baden-Württembergben. Lakosainak száma 630 fő (2023. december 31.).

## Népesség
A település népessége az elmúlt években az alábbi módon változott:
| Lakosok száma | 471  | 420  | 429  | 476  | 450  | 662  | 604  | 601  | 581  | 630  |
|               | 1961 | 1967 | 1974 | 1980 | 1987 | 1993 | 2000 | 2006 | 2013 | 2023 |